# Ellipeiopsis
Ellipeiopsis es un género de plantas fanerógamas con dos especies perteneciente a la familia de las anonáceas. Son nativas del sur y sudeste de Asia.

## Taxonomía
El género fue descrito por Robert Elias Fries y publicado en Arkiv för Botanik, Andra Serien 3: 41. 1955.  La especie tipo es: Ellipeiopsis ferruginea

## Especies
- Ellipeiopsis cherrevensis
- Ellipeiopsis ferruginea